# Come sinfonia
 Come sinfonia  è un film sentimentale del 2002, diretto da Ninì Grassia, che ha curato anche soggetto, montaggio, musiche e sceneggiatura.

## Trama
Federico è un aspirante cantante che insegue Sara, un'intraprendente discografica, con l'intento di sfondare nel campo musicale. Si fa sempre accompagnare dal suo aitante amico Mario, che intraprende una relazione con Sara. Nella casa discografica, però, arriva la bellissima Barbara che cattura subito l'attenzione di Mario. Sara, scoperto il tradimento, licenzia Federico e caccia di casa Mario, che viene lasciato anche da Barbara; così se ne ritorna nella casa e azienda paterna. A sua volta Federico si unisce a un gruppo musicale in partenza per l'Argentina. Dopo qualche tempo, Mario per caso rivede Barbara in un ristorante, dove lavora come cameriera, e inizia a corteggiarla nuovamente, nonostante lei stia per sposare il geometra Fabio, dipendente nell'azienda di Mario. Quindi Mario si rivolge all'investigatore privato Perelli per dimostrare a Barbara che il futuro marito ha dei grossi debiti, trasferendolo in un cantiere in Brasile per un paio d'anni. E, alla fine Mario riesce a tornare insieme a Barbara..

## Produzione
Il film è stato prodotto dalla Accademia Nazionale dello Spettacolo, associazione no profit di cui all'epoca era presidente lo stesso Ninì Grassia.

### Cast
È l'ultimo di otto film interpretati da Antonio Zequila tra quelli curati a vario titolo da Ninì Grassia (almeno regia e/o produzione).
Lino Lavorgna, che interpreta il ruolo dell'investigatore privato Perelli, compare in locandina con il cognome mutato in "Lavornia", a causa di un errore di stampa.
La canzone Come sinfonia è di Pino Donaggio e nel film è cantata dai Cugini di Campagna.

### Riprese
Il film è stato girato a Napoli, Castel Volturno e Mondragone.